# 恰奇兰德
恰奇兰德（塞尔维亚语：Ћациленд）是一个非正式和讽刺性的名称，指的是2025年3月在塞尔维亚贝尔格莱德先锋公园建立的一个营地，该营地成为一群自称学生和公民的聚集地，其中包括塞尔维亚前进党的支持者和一个自称"学生2.0"的团体。这个术语起源于公共讨论和社交媒体，常带有贬义或讽刺意味，是对公园集会的回应，该集会反对塞尔维亚各地的学生抗议和大学封锁。

## 历史背景
2025年3月，贝尔格莱德市中心的先锋公园成为"学生2.0"团体的聚集地，他们主张继续大学教学。这与抗议学生形成对比，抗议学生要求对2024年11月1日诺维萨德火车站雨棚倒塌事件负责，该事件导致15人死亡。抗议活动迅速发展成为自2000年以来塞尔维亚最大的群众运动之一，全国400多个城市和城镇举行示威。

## "恰奇兰德"名称的起源
“恰奇兰德”一词最初出现在社交媒体上，并迅速在公共讨论中流行起来。先锋公园集会的反对者使用这个名称嘲笑"学生2.0"团体，称他们为“恰奇”（学生的贬义词），并质疑他们的学生身份。这个名称甚至一度在谷歌地图上用于标记该公园。

## 先锋公园事件
在2025年3月15日大规模抗议当天，约二十名年轻、肌肉发达和训练有素的男子来到“恰奇兰德”，并被允许进入公园。
“恰奇兰德”的一个特别显著特征是数百辆农业拖拉机的存在，这些拖拉机被放置在公园周围。

## 公众反应
“恰奇兰德”现象成为2025年学生抗议期间塞尔维亚社会分裂的象征。这些事件引起了国际关注。
抗议活动后的第二天，该地区看起来像一个战场，拖拉机受损，一些被推翻，到处都是碎玻璃。
围绕“恰奇兰德”和学生抗议的事件引起了国际关注。2025年3月26日，奥地利国际政治研究所组织了一场在线专题讨论会。
关于“恰奇兰德”的媒体报道高度两极化。
亲政府媒体将"学生2.0"描述为捍卫受教育权的合法学生，而独立媒体则将该活动描述为一场精心策划的反抗议活动。